# ほっかほっか亭
ほっかほっか亭（ほっかほっかてい）は、株式会社ほっかほっか亭総本部がフランチャイズ展開を行っている持ち帰り弁当のチェーン店。キャッチフレーズは「わたしの街の台所」、略称・愛称は「ほか弁」（「ほっか弁」）または「ほっか」または「ほか亭」。

## 歴史

### 創業
1976年（昭和51年）、義理の兄弟である田渕道行と栗原幹雄が埼玉県草加市に１号店を開店。"Honesty"（まじめに）"Hot"（つねにあたたかいお弁当）"Heart"（こころをこめて）の『3H』を基本理念として、銘柄米を使った炊きたてのご飯と作りたての惣菜という、それまでの弁当販売の概念を覆すメニューを提供した。
1978年（昭和53年）4月に株式会社化。1981年（昭和56年）7月27日に株式会社ほっかほっか亭総本部を設立し、各事業会社が同社のフランチャイジーとして店舗を運営する形態に変更した。

### 分裂騒動
2008年（平成20年）5月時点では、株式会社ハークスレイが九州地方・山口県以外の西日本で、株式会社プレナスが東日本・九州地方・山口県エリアで、それぞれ地区本部として店舗を運営（直営ないし加盟店への委託）していた。しかし、2006年末、プレナスは「ほっかほっか亭」の商標は自社にあるとしてハークスレイを提訴、2008年（平成20年）5月14日をもってプレナスがフランチャイズ契約を解消し、同社の直営・加盟店を合わせて3,294店あった店舗のうちの2,028店と、サンコー株式会社が運営する茨城地区の50店の、合わせて2,078店が新ブランド「ほっともっと」に転換した。このため、2008年（平成20年）5月15日時点でのほっかほっか亭の店舗数は1,363店となった。約2,300店を展開していた本家かまどやが持ち帰り弁当業界首位に浮上し、ほっかほっか亭は業界3位に転落した。
しかしプレナスのエリアから完全に店舗がなくなったわけではなく、一部の店舗がほっかほっか亭として存続した。解約後、当エリア内にほっかほっか亭としての新規出店も行われている。ほっかほっか亭は2018年現在も持ち帰り弁当店の店舗数は3位である。

### 分裂騒動後
2008年（平成20年）12月より新ブランドロゴへ一新された（ブランドカラーの赤と黄色は従来同様継続し、「3H」を模した3つの「H」が描かれている）。それ以前は、ほっかほっか亭の頭文字の「H」をデザイン化し、側面には「HOKKAHOKKATEI」と書かれていた。
2015年（平成27年）7月6日にほっかほっか亭総本部はハークスレイの完全子会社となり、同年10月1日に同社に合併され消滅した。これによりほっかほっか亭は、かつてフランチャイジーだったハークスレイがフランチャイザーとなって運営する店舗に移行した。
ハークスレイが持株会社に専念する事に伴い、ほっかほっか亭総本部（2代）は2021年（令和3年）10月20日付でハークスレイからほっかほっか亭事業を吸収分割により譲受した。同日以降はほっかほっか亭総本部（2代）がフランチャイザーとなって運営する。
なお、2020年（令和2年）8月現在、山形県・新潟県・長野県・栃木県・静岡県・山口県・長崎県・沖縄県には店舗がない。また2024年（令和6年）8月末、北海道の店舗が0になった。

## 各地区本部
東日本（旧・株式会社ほっかほっか亭総本部直轄）・山口県・九州エリアはかつてプレナス直営・加盟店だった。プレナスがフランチャイズ契約を解約したため、鹿児島県にある鹿児島食品サービス（後のスイセンプロパティ）は総本部直轄の地区本部となり、他地域は総本部が、直営店を含めたほっかほっか亭へ残留した店舗の運営・管理指導を行ってきた（解約当時は、熊本県にあるマルコフーズがほっかほっか亭熊本地区本部を設立し運営していたが、自己破産を申請したためハークスレイの運営となった）。2008年（平成20年）4月、野崎漬物はほっかほっか亭総本部と新規契約しほっかほっか亭宮崎地区本部を設立、同年7月には西日本畜産株式会社とも新規契約し、前述の2社とあわせて九州地区の各地区本部となった。その後、ほっかほっか亭宮崎地区本部は野崎漬物から分社化されて株式会社ほっかほっか亭宮崎地区本部となった他、鹿児島食品サービスが手掛けていたほっかほっか亭事業は、2017年（平成29年）10月に吸収分割によりハークスレイへ譲渡された。

## メニュー

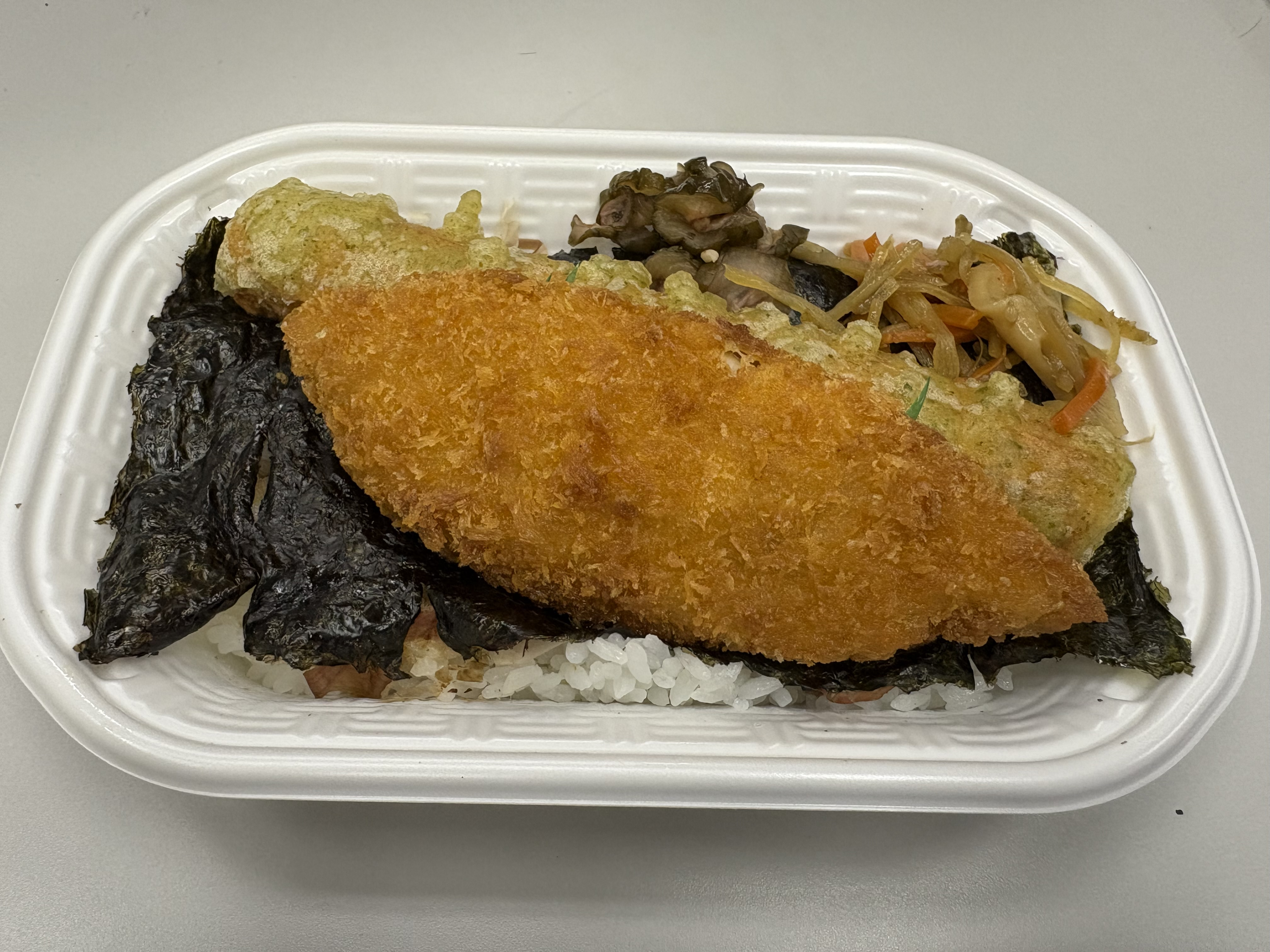
のり弁当

のりを乗せたご飯に白身魚のフライとちくわの天ぷらを乗せた海苔弁というスタイルはほっかほっか亭が元祖とされる。当時家庭で食べられていたのりおかか弁当をベースに創業時のメニューとして販売を開始した。販売当初は白身魚のフライではなく焼き魚（ホキの味噌漬け）を載せていたが、焼き魚を一枚一枚焼くのは手間だったため白身魚のフライを載せるようになった。

### 地域による差異
メニューやキャンペーンは、運営会社・地区により異なっている。
| 運営会社                                                              | 運営会社                                                              | 地区 |
| --------------------------------------------------------------------- | --------------------------------------------------------------------- | --- |
| 株式会社ほっかほっか亭総本部 （直轄）                                 | 株式会社ほっかほっか亭総本部 （直轄）                                 | 北海道、秋田県、宮城県、福島県、茨城県、群馬県、 埼玉県、千葉県、東京都、神奈川県、山梨県、富山県、 石川県、福井県、愛知県、岐阜県、三重県、大阪府、 兵庫県（淡路島除く）、和歌山県、奈良県、岡山県、広島県、鳥取県、 島根県、福岡県、佐賀県、熊本県、鹿児島県 |
| 株式会社ほっかほっか亭京滋地区本部                                    | 株式会社ほっかほっか亭京滋地区本部                                    | 京都府、滋賀県 |
| 西日本畜産株式会社 （ほっかほっか亭大分地区本部）                     | 西日本畜産株式会社 （ほっかほっか亭大分地区本部）                     | 大分県 |
| 株式会社ほっかほっか亭宮崎地区本部                                    | 株式会社ほっかほっか亭宮崎地区本部                                    | 宮崎県 |
| 株式会社ほっかほっかフーヅ （ほっかほっか亭四国地区本部）             | 株式会社ほっかほっかフーヅ （ほっかほっか亭四国地区本部）             | 徳島県、香川県、愛媛県、高知県、兵庫県（淡路島のみ） |
| 株式会社みちのくジャパン （ほっかほっか亭岩手地区本部・青森地区本部） | 株式会社みちのくジャパン （ほっかほっか亭岩手地区本部・青森地区本部） | 岩手県、青森県 |

ほっかほっか亭総本部が実施しているキャンペーンは、青森県、岩手県、兵庫県（淡路島のみ）、徳島県、香川県、愛媛県、高知県では対象外となる。